# Gerhard Mattner

Gerhard Mattner

Gerhard Mattner (* 21. Juni 1924 in Klingenthal; † 1976 in Berlin) war ein deutscher Politiker (DBD). Er war Berliner Abgeordneter der Volkskammer der DDR und Stellvertreter des Oberbürgermeisters von Groß-Berlin (d. h. Ostberlin). 

## Leben
Nach dem Besuch der Volksschule erlernte Mattner den Beruf des Landwirts. Er arbeitete als Wirtschaftsleiter in verschiedenen Betrieben Mitteldeutschlands. Im Zweiten Weltkrieg musste er Kriegsdienst leisten.
Nach dem Krieg 1945 zunächst Hilfsarbeiter, wurde er 1947 hauptamtlich in Bauernorganisationen tätig. Als Abteilungsleiter im Kreissekretariat der VdgB in Auerbach (Vogtland) hatte er besonderen Anteil an der Bildung der damaligen Maschinen-Ausleih-Stationen im Kreisgebiet. Er wurde Mitglied der DBD und 1952 zum Ersten Sekretär des DBD-Stadtverbandes Berlin berufen. Von 1956 bis 1960 war er Vorsitzender des DBD-Bezirksvorstandes Berlin.
1953 wurde er Stadtverordneter von Berlin und am 13. Februar 1953 Vorsitzender der Kommission für Landwirtschaft der Stadtverordnetenversammlung (SVV). 1954, 1958 und 1963 wurde er erneut in die SSV gewählt. Von 1954 bis 1958 war er als Abgeordneter der DBD auch Berliner Vertreter in der Volkskammer.

Gerhard Mattner als Redner in Berlin.

Am 15. November 1954 wurde er zum Mitglied des Magistrats von Berlin gewählt. Im Magistrat war er der einzige Vertreter der Demokratischen Bauernpartei.
Am 29. November 1958 stieg er zum Stellvertreter des Oberbürgermeisters und Stadtrat – zuständig für Land- und Forstwirtschaft – auf. Diese Funktion hatte er bis 1963 inne, dann wurde er stellvertretender Vorsitzender des Bezirkslandwirtschaftsrates von Berlin.
Zuletzt war er Mitarbeiter der Akademie der Landwirtschaftswissenschaften der DDR. Er starb nach langer schwerer Krankheit.
Er war verheiratet und hatte zwei Kinder.

## Auszeichnungen in der DDR
- Vaterländischer Verdienstorden in Bronze (1959)